# Malala Yousafzai

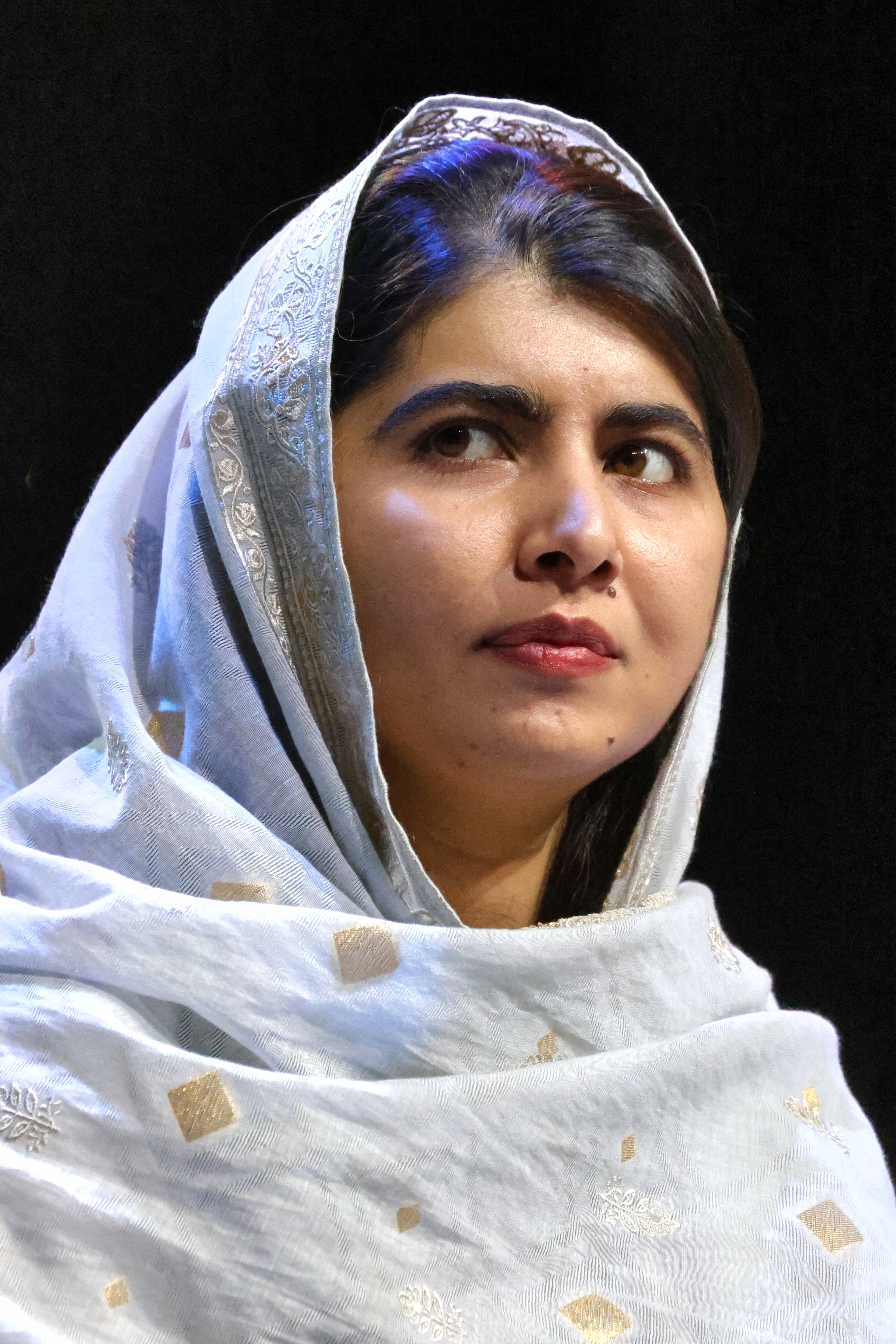
Malala Yousafzai (2023)

Malala Yousafzai [məˈlala jusəfˈzə͡i] (paschtunisch ملاله یوسفزۍ, Urdu ملالہ یوسف زئی; * 12. Juli 1997 in Mingora im Swat-Distrikt, Khyber Pakhtunkhwa) ist eine pakistanische Frauen- und Kinderrechtsaktivistin. Am 10. Oktober 2014 wurde ihr gemeinsam mit Kailash Satyarthi der Friedensnobelpreis zuerkannt. Sie ist die jüngste Preisträgerin in der Geschichte des Nobelpreises und die mit Abstand jüngste in der Geschichte des Friedensnobelpreises. Seit dem 10. April 2017 ist Yousafzai Friedensbotschafterin der UN.

## Herkunft und Familie
Malala Yousafzai wurde am 12. Juli 1997 in der pakistanischen Stadt Mingora im Swat-Distrikt geboren. Sie hat zwei Brüder namens Khushal und Atal.
Sie wurde nach der afghanischen Poetin und Volksheldin Malalai von Maiwand benannt, die die aufständischen Paschtunen in der Schlacht von Maiwand 1880 gegen die britischen Truppen angeführt hatte. Der Name bedeutet „kummervoll“ oder „leidend“. Der Nachname Yousafzai ist im Swat-Tal verbreitet und weist darauf hin, dass sie dem Stamm der Yousaf angehört. Dieser Stammesname ist eine Aussprachevariante aus Paschtu und Urdu an der Grenze zwischen Afghanistan und Pakistan für den arabischen Namen Yusuf (Josef). Die Endung -zai ist für die einzelnen paschtunischen Sippen sowohl in Afghanistan als auch in Pakistan typisch.
Ihre Eltern sind Toor Pekai Yousafzai und Ziauddin Yousafzai, ein pakistanischer Bildungsaktivist, der sich für die Bildungsrechte von Mädchen einsetzt. Er ist Mitbegründer und derzeit Vorstandsmitglied des Malala Fund und Autor von Let Her Fly. Ziauddin Yousafzais Vater war der Redner Rohul Amin Yousafzai, ein Theologielehrer an einem staatlichen Gymnasium und Imam der örtlichen Moschee. 
Nachdem Malala Yousafzai längere Zeit zum Teil ohne ihre Familie in England verbracht hatte, zog diese 2013 für mindestens drei Jahre ebenfalls nach Großbritannien, als ihr Vater als Attaché für Bildung zum pakistanischen Konsulat nach Birmingham entsandt wurde. Ein Studium der Philosophie, Politik und Wirtschaft an der University of Oxford schloss Yousafzai 2020 ab.
Sie heiratete im November 2021 Asser Malik, einen pakistanischen Cricket-Funktionär. Das Paar lebt in Birmingham.

## Leben und Wirken

### Internet-Tagebuch
Seit dem 3. Januar 2009, als sie elf Jahre alt war, berichtete Yousafzai auf einer Webseite der BBC in einem Blog-Tagebuch auf Urdu unter dem Pseudonym „Gul Makai“ (Name der Heldin eines paschtunischen Märchens, bedeutet „Kornblume“) über ihre Gefühle und Ängste aufgrund der Gewalttaten im Swat-Tal sowie ihren Alltag unter der Herrschaft der pakistanischen Taliban. Diese Terrororganisation hatte seit 2004 im Swat-Tal Einfluss gewonnen und 2007 damit begonnen, Schulen für Mädchen zu zerstören und politische Gegner zu ermorden. Den Mädchen wurde der Schulbesuch, das Hören von Musik, das Tanzen und das unverschleierte Betreten öffentlicher Räume verboten. Im Dezember 2008 kam Hai Kakar, ein Reporter der BBC und Freund von Yousafzais Vater, auf die Idee, eine betroffene Schülerin berichten zu lassen, und sprach seinen Freund, der Leiter einer Privatschule war, an, der schließlich seine Tochter Malala vorschlug. Inspiriert wurde sie von dem Tagebuch der Anne Frank, von welchem ihr Kakar erzählte. Ihr Blog wurde schnell in Pakistan bekannt und schließlich ins Englische übersetzt. Im Jahr 2011 wurde ihr Pseudonym aufgedeckt, als sie für den Internationalen Kinder-Friedenspreis nominiert wurde. Sie bekam den Preis damals nicht, worauf die Regierung Pakistans einen jährlichen Nationalen Friedenspreis der Jugend stiftete, der ihr verliehen und im Dezember 2011 nach ihr benannt wurde.

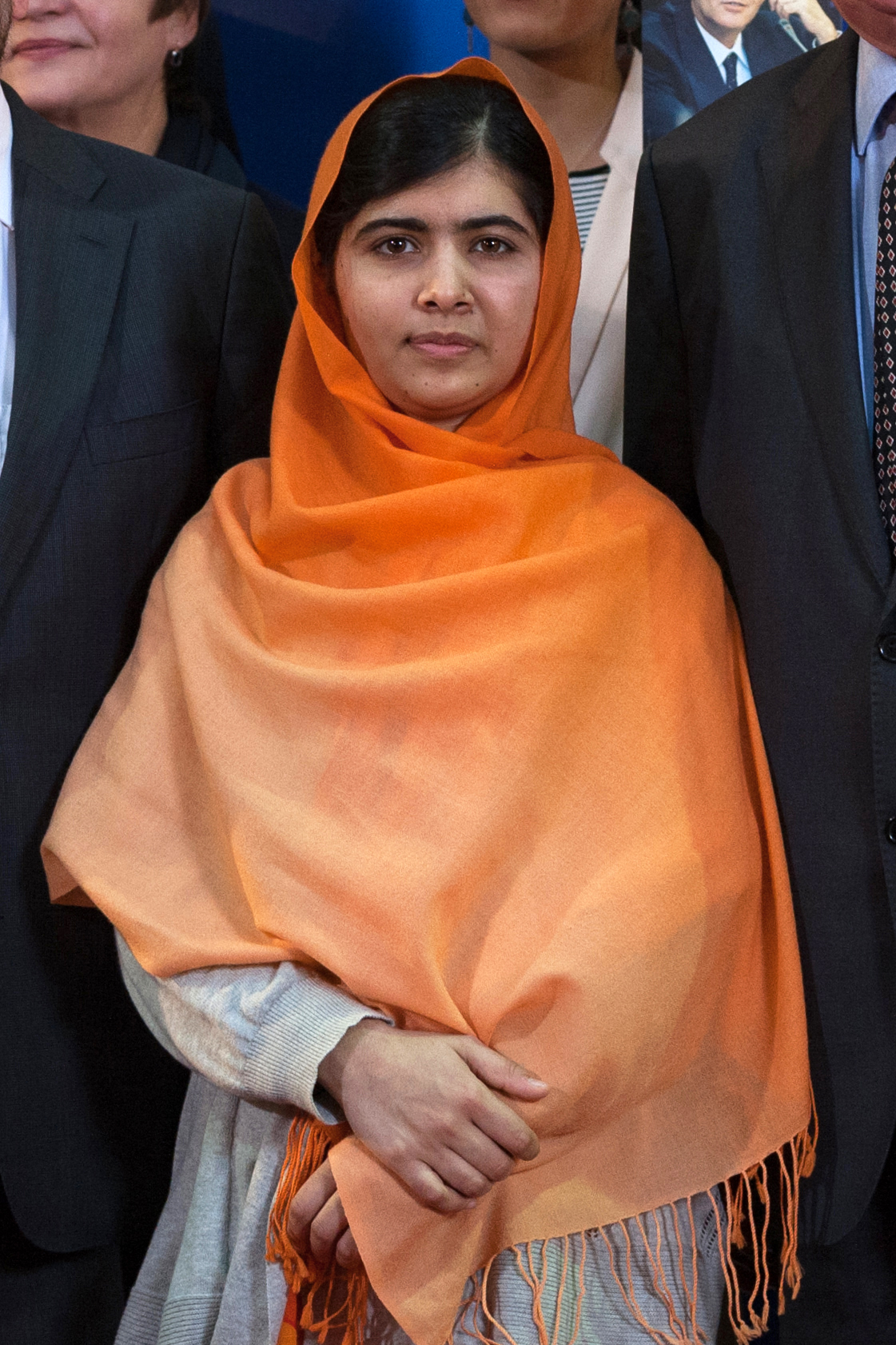
Malala Yousafzai (2013)

### Attentat
Am 9. Oktober 2012 hielten einige Taliban ihren Schulbus auf der Heimfahrt an und fragten nach Yousafzai. Ein Taliban schoss mit einem Colt 45 aus nächster Nähe auf sie. Dabei wurde sie durch Schüsse in Kopf und Hals schwer verletzt. Außerdem verletzten die Attentäter einige ihrer Mitschülerinnen. Yousafzai musste in einem Militärkrankenhaus in Peschawar operiert werden.
Anlass für den Anschlag war einem Bekennerschreiben der Taliban zufolge der Einsatz des Mädchens für die schulische Bildung der weiblichen Bevölkerung. Um die Täter mit Hilfe der Bevölkerung zu ergreifen, setzte die pakistanische Regierung eine Prämie von 10 Millionen Rupien (etwa 74.000 Euro) aus. Am 30. April 2015 wurden der Schütze und weitere neun der Mittäterschaft beschuldigte Personen, die im September 2014 gefasst wurden, in Pakistan zu lebenslanger Haft verurteilt. Am 5. Juni 2015 wurde jedoch bekannt, dass 8 der 10 wegen des Mordanschlags inhaftierten Taliban aus Mangel an Beweisen nicht verurteilt worden waren und sich nicht mehr in Haft befinden. Nur gegen zwei der Attentäter, darunter den Schützen, waren Haftstrafen von jeweils 25 Jahren verhängt worden, was nach pakistanischem Recht einer lebenslangen Freiheitsstrafe gleichkommt.

### Medizinische Behandlung
Drei Tage nach dem Attentat wurde Yousafzai aus der Provinzhauptstadt Peschawar nach Rawalpindi in der Metropolregion der Landeshauptstadt Islamabad verlegt, es bestand noch Lebensgefahr. Weitere drei Tage später wurde sie nach Großbritannien ausgeflogen und ins Queen Elizabeth Hospital in Birmingham verlegt, wo sonst verwundete britische Soldaten behandelt werden, in eine erst kurz zuvor eröffnete, auf Schusswaffenverletzungen und Kopfwunden spezialisierte Abteilung.
Wegen eines Luftröhrenschnitts konnte Malala Yousafzai sich zunächst nur schriftlich mit dem Krankenhauspersonal verständigen. Das Projektil, das sie beim Anschlag verletzt hatte, war oberhalb ihres linken Auges eingedrungen und hatte Teile des Schläfenbeins sowie des Oberkiefers im Bereich der Unterschläfenfläche und des Oberkieferhöckers sowie Teile des Unterkiefers im Bereich der Schrägen Linie zerstört, wie ein Krankenhaussprecher erklärte. Das bereits in Pakistan entfernte Geschoss war im Bereich der sogenannten „Masseter-Rauigkeit“ ausgetreten und anschließend in der linken Schulter über dem Schulterblatt wieder eingetreten. Anfang Januar 2013 verließ Yousafzai das Krankenhaus vorerst, um sich aber in den folgenden Wochen noch Operationen zur plastischen Rekonstruktion des Schädels und des Gesichts zu unterziehen. Dabei wurde auch der für das Gehör erforderliche Teil des Gesichtsnervs wiederhergestellt und ein Cochlea-Implantat eingefügt.

### Genesung und Friedensnobelpreis
Am 7. Februar 2013 verließ Yousafzai das Krankenhaus. Ab dem 20. März 2013 besuchte sie die Edgbaston High School für Mädchen in Birmingham. Sie gab ihrem Wunsch Ausdruck, dass alle Mädchen auf der Welt die Möglichkeit zum Schulbesuch haben sollten. Sie erhielt einen Vertrag über ihre Biografie beim britischen Verlag Weidenfeld & Nicolson in Höhe von zwei Millionen Pfund.
Der ehemalige britische Premierminister Gordon Brown, inzwischen UN-Sonderbeauftragter für globale Bildung, initiierte eine Petition in Yousafzais Namen „zur Unterstützung dessen, wofür Malala gekämpft hat“. Im Dezember 2012 wurde in Zusammenarbeit mit der UNESCO der Malalafonds gegründet, um weltweit das Recht von Kindern auf Bildung durchzusetzen. Verschiedene Initiativen forderten, Yousafzai für den Friedensnobelpreis zu nominieren. Das Magazin Time kürte sie nach Barack Obama zur zweitwichtigsten Person des Jahres 2012. Die Nutzer von euronews wählten sie zum „Menschen des Jahres“ 2012, CNN-Nutzer wählten sie hinter Obama zur „faszinierendsten Persönlichkeit des Jahres“ 2012.
Yousafzai war 2013 die bis dahin jüngste Kandidatin für den Friedensnobelpreis. Im folgenden Jahr wurde ihr dieser gemeinsam mit dem Inder Kailash Satyarthi zuerkannt.

### Weiterer Aktivismus

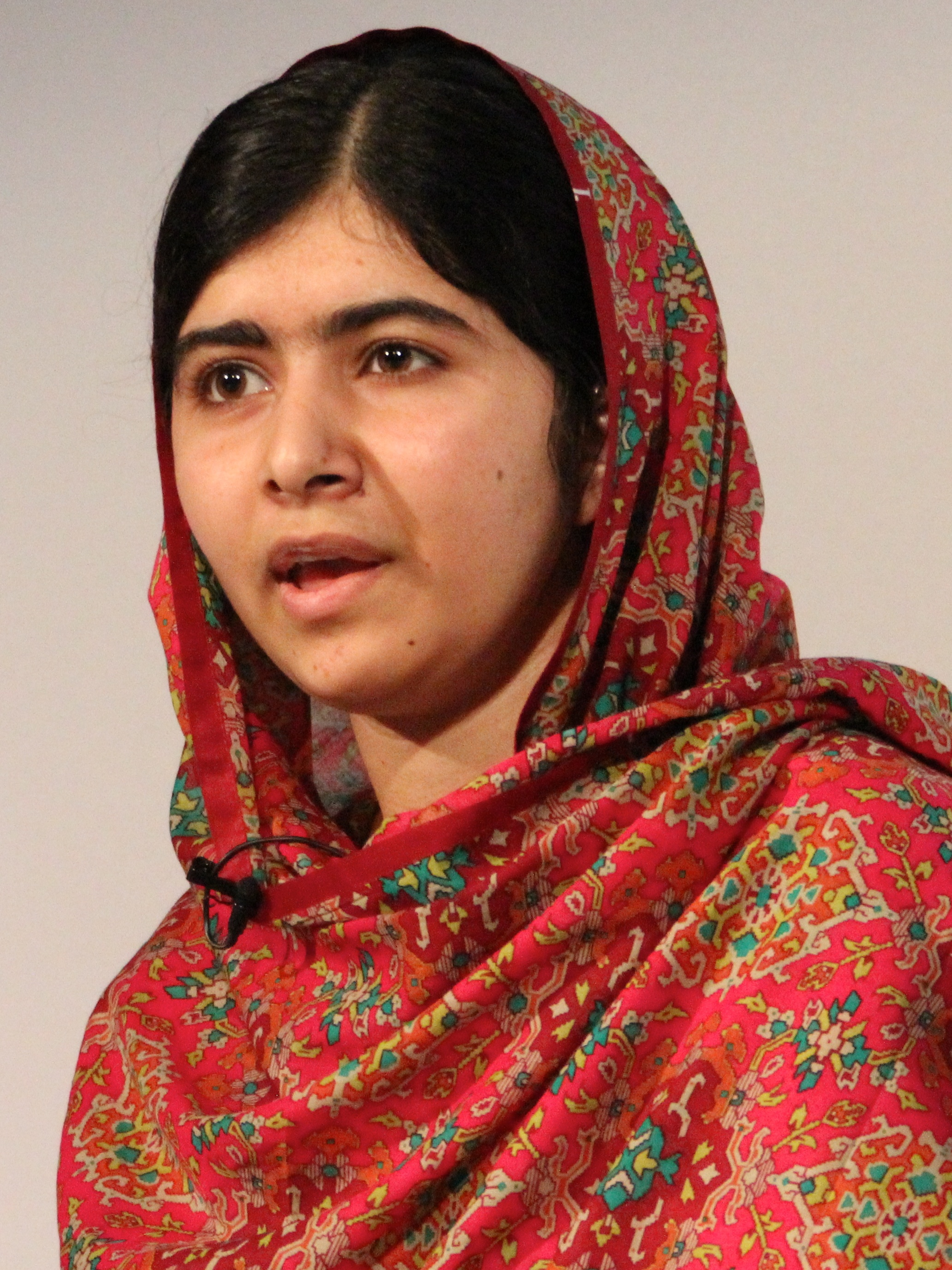
Yousafzai (2014)

Am 12. Juli 2013, ihrem 16. Geburtstag, sprach sie vor der Jugendversammlung der UNO. Es war ihre erste öffentliche Rede seit dem Attentat. Sie überreichte dem anwesenden UNO-Generalsekretär Ban Ki-moon die Petition für die Bildung aller Kinder mit vier Millionen Unterschriften. Die UNO wollte dieses Ziel bis Ende 2015 erreichen. Die UNO erklärt im Jahr 2013 den 12. Juli zum „Malala Day“.
Am 3. September 2013 weihte Yousafzai die neue Library of Birmingham ein. Am 10. Oktober wurde ihr der Sacharow-Preis des Europaparlaments zugesprochen.

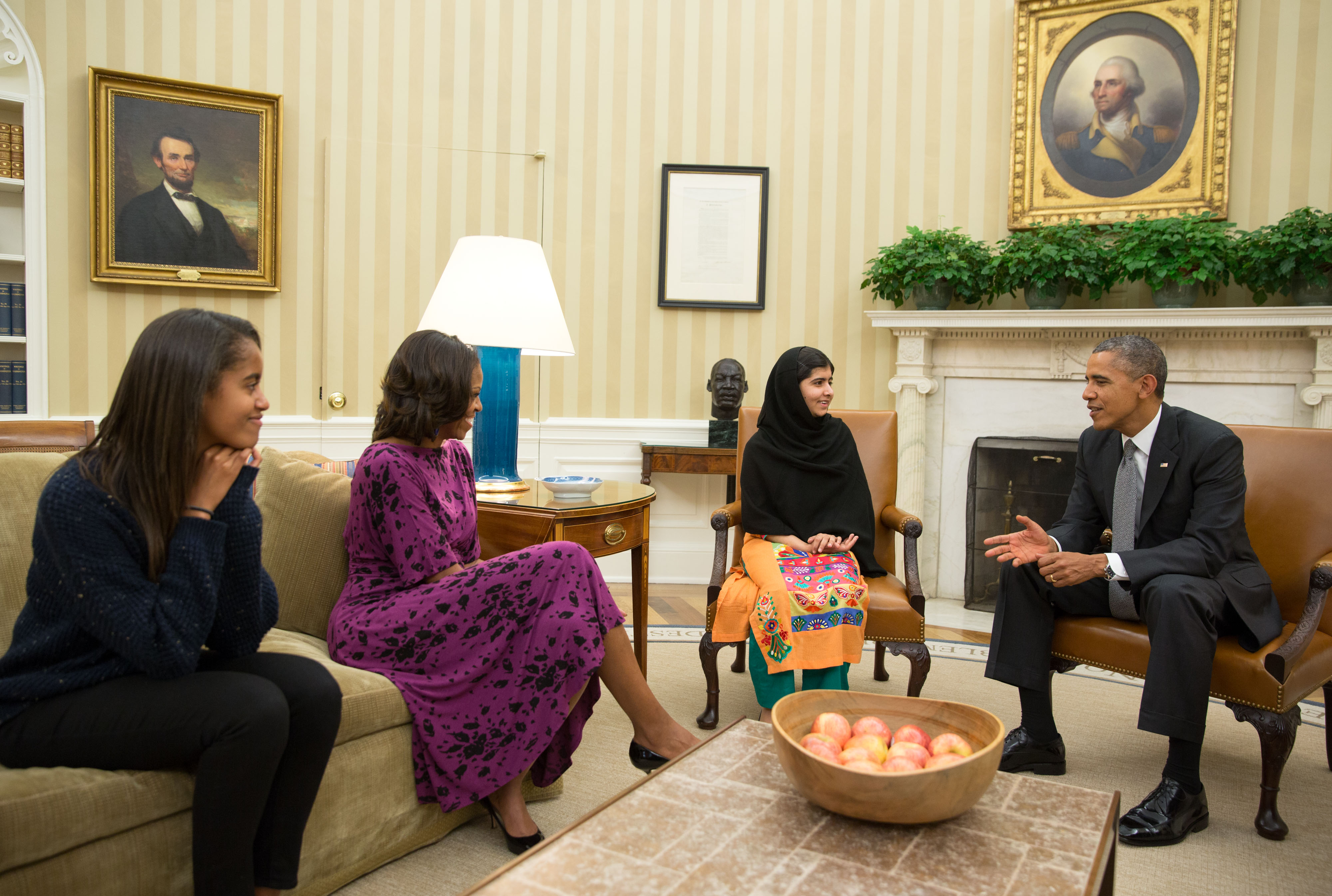
Yousafzai während eines Treffens mit US-Präsident Barack Obama, Michelle Obama und deren Tochter Malia im Oval Office am 11. Oktober 2013

Im Oktober 2013 bereiste sie die USA zur Veröffentlichung ihrer Biografie und zur Werbung für den Malalafonds. Am 11. Oktober war sie Gast bei US-Präsident Barack Obama und seiner Familie im Weißen Haus. Bei dieser Gelegenheit dankte sie ihm einerseits für die Hilfe der USA für Pakistan und die Ausbildung von Mädchen, kritisierte andererseits aber Obamas Fortführung des Drohnenkrieges: „Ich habe auch meine Besorgnis ausgedrückt, dass Drohnenangriffe Terrorismus fördern. Durch diese Taten werden unschuldige Opfer getötet, und das führt zu Abscheu in der Bevölkerung Pakistans. Wenn wir unsere Bemühungen erneut auf Bildung fokussieren, wird das einen großen Einfluss haben.“
Die für Ende Januar 2014 in ihrem Heimatland Pakistan vorgesehene Vorstellung der Biografie Ich bin Malala wurde von den Behörden kurzfristig abgesagt. Als Grund wurden „Sicherheitsbedenken“ genannt.
Im Februar 2014 besuchte Yousafzai in Jordanien das Lager Zaatari für syrische Flüchtlinge und warnte angesichts der Zustände vor einer „verlorenen Generation“ syrischer Kinder.
Als Reaktion auf das am 27. Januar 2017 vom US-amerikanischen Präsidenten Donald Trump unterzeichnete Dekret (mit dem Titel: „Schutz der Nation vor der Einreise ausländischer Terroristen in die Vereinigten Staaten“, in dem die Aufnahme von Flüchtlingen für 120 Tage ausgesetzt wird und nach dem alle Staatsbürger der sieben muslimisch geprägten Länder Irak, Iran, Libyen, Somalia, Sudan, Syrien und Jemen für mindestens 90 Tage nicht mehr in die USA einreisen dürfen) sagte Malala Yousafzai, Trumps Erlass habe ihr das Herz gebrochen. „Amerika wendet seiner stolzen Geschichte den Rücken zu.“
Celebrity Cruises, eine amerikanische Kreuzfahrtreederei, machte Yousafzai 2018 zur Taufpatin der Celebrity Edge. Celebrity Cruises ist dafür bekannt, starke Frauen als Taufpatinnen für ihre Kreuzfahrtschiffe einzusetzen.

## Auszeichnungen, Ehrungen, Preise
2011
- Nationaler Malala-Friedenspreis, Pakistan

2012
- Mutter-Teresa-Gedächtnispreis für Soziale Gerechtigkeit, November 2012
- Mensch des Jahres, Profil

2013
- Simone-de-Beauvoir-Preis, Januar 2013
- Fred-und-Anne-Jarvis-Preis der Nationalen Lehrergewerkschaft des Vereinigten Königreichs, März 2013
- Time-Magazin unter den „100 einflussreichsten Menschen der Welt“, April 2013
- „International Campaigner of the Year“, 2013 The Observer Ethik Preis, Juni 2013
- „Botschafter des Gewissens“ – Amnesty International
- „Clinton Global Citizen Award“ der Clinton Foundation
- Memminger Freiheitspreis 1525[44] (am 7. Dezember 2013 in Oxford überreicht[45])
- Internationaler Kinder-Friedenspreis[46]
- Anna-Politkowskaja-Preis der britischen Menschenrechtsorganisation Reach All Women in War (RAW in WAR)[47][48][49][50]
- Sacharow-Preis des Europäischen Parlaments[51][52]
- Europäischer Menschenrechtspreis

2014
- Friedensnobelpreis in Oslo
- Weltkinderpreis für die Rechte des Kindes, auch Kindernobelpreis genannt

2015
- Benennung eines Asteroiden nach ihr: (316201) Malala

2017
- Ehrenbürgerin von Kanada[53]
- Ellis Island Medal of Honor

2018
- Taufpatin des Kreuzfahrtschiffs Celebrity Edge von Celebrity Cruises

## Rezeption
Der Regisseur Davis Guggenheim drehte den Dokumentarfilm Malala – Ihr Recht auf Bildung (Originaltitel: He named me Malala), der 2015 in die Kinos kam. Der Regisseur fragt mehrmals nach der Rolle von Yousafzais Vater, „dessen Ambitionen für seine Tochter offensichtlich sind“. Kritisiert wurde Guggenheims mangelnde Distanz zu Yousafzai. Man erfahre wenig über den Teenager Malala, das Mädchen spräche mit einem „gewissen Pathos, das einem jungen Menschen, der eine traumatische Nahtoderfahrung durchgemacht hat, durchaus eigen sein kann – das aber eben auch zum rhetorischen Repertoire von Politprofis gehört.“ Aber auch außerhalb des Films ist aufgefallen, dass aus dem Mädchen Malala eine Marke geworden ist, seit eine der größten Werbeagenturen der Welt, Edelman, Yousafzai pro bono betreut und fünf Mitarbeiter für sie abgestellt hat.

## Zitate
aus der Nobelpreisrede
- „Obwohl ich nur als ein Mädchen erscheine, eine Person mit 1,57 m, wenn man meine High Heels dazurechnet, bin ich keine einsame Stimme, ich bin viele. […] Ich bin diese 66 Millionen Mädchen, denen man die Bildung verweigert hat.“[56][57]
- „Ich hatte zwei Optionen, die eine war, zu schweigen und darauf zu warten, getötet zu werden. Und die zweite war, die Stimme zu erheben und dann getötet zu werden. Ich habe mich für die zweite entschieden.“[58]
- „Wieso ist es so leicht, Waffen zu geben, aber so schwierig, Bücher zu geben? Wieso ist es so einfach, Panzer zu bauen, aber so schwierig, Schulen zu errichten?“[56]
- „Lasst uns genau hier, genau jetzt eine bessere Zukunft bauen.“[56]
- „Ich bin sehr stolz, dass ich die erste Paschtunin, die erste Pakistanerin und die jüngste Person bin, die diesen Preis erhalten hat. […] Ich bin mir ziemlich sicher, dass ich auch die erste Nobelpreisträgerin bin, die sich noch mit ihren jüngeren Brüdern streitet.“[56]

Sonstige
- „Ein Kind, ein Lehrer, ein Buch und ein Stift können die Welt verändern.“[59] (Rede vor den Vereinten Nationen am 12. Juli 2013)